# Roncus gardinii
Roncus gardinii är en spindeldjursart som beskrevs av Jacqueline Heurtault 1990. Roncus gardinii ingår i släktet Roncus och familjen helplåtklokrypare. Inga underarter finns listade i Catalogue of Life.